# Urucará (kommun)
Urucará är en kommun i Brasilien.   Den ligger i delstaten Amazonas, i den norra delen av landet, 2 000 km nordväst om huvudstaden Brasília. Antalet invånare är 17 019.
Följande samhällen finns i Urucará:
- Urucará

I omgivningarna runt Urucará växer i huvudsak städsegrön lövskog. Trakten runt Urucará är nära nog obefolkad, med mindre än två invånare per kvadratkilometer.